# Jo Kwon
Jo Kwon (hangul: 조권; hanja: 趙權; Suwon, 28 de Agosto de 1989) é um cantor, dançarino e ator sul-coreano. Ele foi integrante do grupo masculino sul-coreano 2AM.

## Carreira

### Pre-debut
Jo Kwon treinou na JYP Entertainment por 7 anos após se juntar à empresa. Ele foi escolhido como o último membro do "99% Challenge Project" do Park Jin-young junto com o Sunye do Wonder Girls.

### 2AM
O programa mostrou o treinamento físico intenso que treze traines do sexo masculino passaram para adquirir a oportunidade de estrear em um grupo de baladas de 4 membros ou um grupo de dança de 7 membros.
Após várias etapas de eliminação, Kwon foi escolhido para uma posição no grupo de baladas de 4 membros 2AM. Ele se tornou o líder do grupo.
O primeiro single do 2AM "This Song" foi lançado em 21 de julho de 2008. Em março de 2015, Jo renovou seu contrato com a JYP Entertainment, enquanto outros 3 membros da 2AM assinaram com outras agências. A JYP Entertainment assegurou que as partidas não significavam que o 2AM estivesse se separando, no entanto o grupo está, atualmente,  inativo temporariamente de qualquer atividade relacionada ao 2AM.
Jo saiu da JYPE em 22 de setembro de 2017. e assinou com a Cube Entertainment em 3 de novembro do mesmo ano.

## Carreira solo

### 2008: variedade de entretenimento
Jo apareceu como um membro do painel regular em shows de variedades como Star King. Ele fazia parte de "Dirty Eyed Girls" em um episódio do show de variedades do 2PM Wild Bunny, realizando uma paródia de canções populares como a música Brown Eyed Girls Abracadabra. O video musical tornou-se popular. Em setembro de 2009, Jo foi um dos MCs principais para o show de variedades ambientais da SBS, Find it! Green Gold com o  integrante Shindong do Super Junior,  Kim Hyung-jun do SS501 e o Brian Joo do Fly To The Sky. Ele também substituiu Jay Park no show de variedades de cultura histórica Nodaji.
Ele se juntou ao elenco de We Got Married em 3 de outubro de 2009, juntamente com a integrante do Brown Eyed Girls, Ga-In. Embora inicialmente só deveriam ser apresentados no especial Chuseok, sua aparição trouxe as classificações mais altas ainda para a 2ª temporada, então eles foram anunciados como um casal permanente. Jo was diagnosed with H1N1 on October 28, 2009, causing him to postpone filming We Got Married. He recovered quickly after treatment.
Em 2010, ele se tornou um membro do elenco permanente de Family Outing 2. Ele fez sua quinta aparição no programa de TV "Happy Together" em junho de 2012. Além disso, ele fez várias aparições no Star King, Invincible Youth S2, Come To Play, Radio Star, Star Dance Battle e muitos outros shows. Ele é conhecido por sua dança "kkab" e muitas vezes dançou em shows de variedades. "Kkab" pode ser traduzido como hiperativo.

### 2009: Adam Couple
Durante sua aparição em  We Got Married , Jo e Ga-in foram colocados o apelido de "Adam Couple" pelos fãs. Juntos, eles lançaram o single digital 우리 사랑하게 됐어요 (We Fell in Love) em 16 de dezembro de 2009, que cobriu a variedade de paradas de música on-line e ganhou dois prêmios no Music Bank  K-Charts e "Most Popular Background Phone Music" no Gaon Charts. 50 milhões de ganhos dos lucros da música foram doados para reconstruir [[terremoto 2010 do Haiti], o terremoto do Haiti]. Para esses esforços, Jo recebeu um prêmio na 3ª cerimônia de entrega da Coréia.

### 2010: estreia solo
Em 30 de junho de 2010, Jo lançou seu primeiro título digital único intitulado 고백하던 날 (The Day I Confessed), uma música que ele compôs parcialmente durante a transmissão We Got Married para Ga-in. A música veio primeiro lugar nos gráficos do Cyworld em tempo real no dia seguinte ao lançamento.
No mesmo ano, ele participou da sitcom All My Love" com os co-estrelas Park Min Sun, Kim Gab Soo e com outros ídolos e a ex-esposa Ga-in.

### 2012: álbum solo
Em 25 de junho de 2012, Jo lançou seu álbum solo, I'm Da One, juntamente com um video musical.
Para o seu álbum, o coreógrafo do pop star Beyoncé, Jonte Moaning, elogiou a performance de Jo por sua música ' Animal. Jo usava saltos de 19,5 cm e uma roupa de pena para o desempenho, com rapper e dançarino principal do BTS, J-Hope.

### 2013: estreia em dramas
Em 2013, Jo se juntou ao elenco de uma produção musical coreana Jesus Christ Superstar, onde desempenhou o papel de Rei Herodes.
No mesmo ano, em 27 de fevereiro de 2013, Jo foi confirmado como um dos elenco do KBS2'sdrama Rainha do Escritório. O drama é sobre um talentosa trabalhadora contratada, e o trabalho e os relacionamentos que a cercam.
Jo apareceu como trabalhador Kye Kyung-woo, derrubando seu personagem 'kkap'.

### 2016-2017: desenvolvimento musical e JYP Entertainment
Em 5 de fevereiro, Jo carregou uma foto com letras manuscritas de sua nova música "Crosswalk" na sua conta do Instagram. O single e o video de música de Jo foram lançados no dia 15 de fevereiro, com o Suho do EXO como o protagonista do video musical. O novo álbum de Jo Crosswalk incluiu três faixas, duas das quais ele escreveu ― a canção principal Crosswalk e a terceira faixa, Flutter. A segunda faixa It's Ok foi escrita por Ryan S. Jhun e Denzil "DR" Remedios, os produtores de música da S.M. Entretenimento SHINee e f (x). Os compositores populares Esna e Aev produziram a canção do título.
Em 17 de março de 2016, JYP Entertainment anunciou que Jo participaria do musical On The Starry Night como o papel "Choi Sung-keun". O musical decorreu de 7 de maio a 15 de maio de 2016.
Em 10 de novembro de 2016, a Mnet lançou uma imagem de cartaz b-cut no seu próximo programa de karaoke, Golden Tambourine que decorreu de 15 de dezembro de 2016, até 23 de fevereiro de 2017. Jo tornou-se MC do Golden Tambourine com Yoo Se Yoon, Sim Hyung Tak e Choi Yo Jung e chamado "T4".
Em 21 de setembro de 2017, foi anunciado que Jo deixou oficialmente JYP Entertainment depois de 16 anos. No entanto, 2AM nunca anunciou que eles estavam se separando e presume-se que o grupo está no hiatos.

## Vida pessoal
A partir de 2013, Jo Kwon estava atendendo Kyung Hee University. Ele entrou na Universidade Kyung Hee sem fazer exame da entrada, com rumores alegando favoritismo, porque Jo era um entertainer. Os rumores foram refutadas pelo seu desempenho no topo da sua classe em seu major. Em 2015, ele se inscreveu no Programa de Pós-graduação do Departamento de Artes Performáticas do Kyunghee.
Jo é o presidente da franquia de café cereal 'Midnight in Seoul', que foi fundado e de propriedade do ator-cantor Yoon Kye-sang e três amigos. O cafe-cum-bar foi o primeiro de seu tipo em Seul e ganhou popularidade entre Ídolos sul-coreanos através do boca-a-boca. Em maio de 2017, foi anunciado que o empreendimento se tornaria uma franquia e Jo era o presidente, enquanto Yoon e os amigos continuam a ser proprietários e continuam a administrar o café original.

## Filmografia

### Dramas
| Ano  | Título                                  | Papel                                        | Canal | Notas |
| ---- | --------------------------------------- | -------------------------------------------- | ----- | ----- |
| 2010 | All My Love                             | Hwang Ok-yub                                 | MBC   |       |
| 2013 | The Dramatic "Flower Boys Coorporation" | Seo Mi Joon                                  | MBC   |       |
| 2013 | The Queen of Office                     | Kye Kyung-woo                                | KBS2  |       |
| 2015 | The Producers                           | Himself (ep.3)                               | KBS2  |       |
| 2015 | Drinking Solo                           | Kwon (fellow student at Noryangjin) (ep. 11) | tvN   |       |

## Programa de variedades
| Ano  | Título              | Canal     | Papel       | Notas                                         |
| ---- | ------------------- | --------- | ----------- | --------------------------------------------- |
| 2009 | We Got Married      | MBC       | Ele mesmo   | 2ª Temporada (60 episódios) Com Gain          |
| 2010 | Family Outing 2     | SBS       | Integrante  | 2ª Temporada                                  |
| 2010 | Star King           | SBS       | Ele mesmo   | Episodes 147-149, 152-158, 162, 177, 179, 184 |
| 2013 | A Song For You      | KBS World | MC          | 2ª Temporada (16 episódios)                   |
| 2015 | King of Mask Singer | MBC       | Concorrente | Episódio 1                                    |
| 2016 | Golden Tambourine   | Mnet      | MC          | 1ª Temporada                                  |